# Friderika Baldinger
Dorothea Friderika Baldinger (geborene Dorothea Friderika Gutbier; * 9. September 1739 in Großengottern; † Januar 1786 in Kassel) war eine deutsche Schriftstellerin.

## Leben

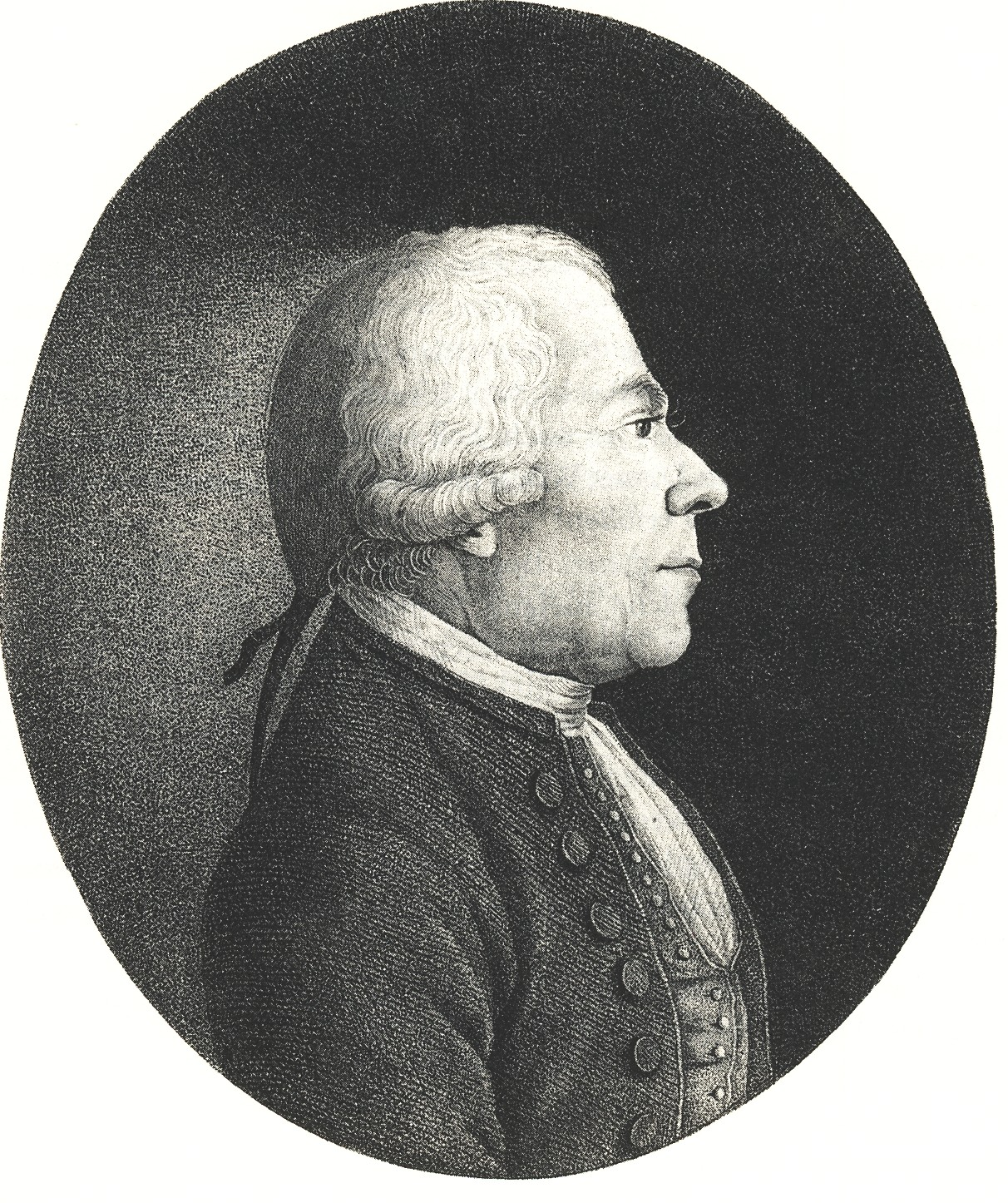
Ernst Gottfried Baldinger

Friderika Baldinger wurde 1739 als Tochter des Pastors Johann Christian Gutbier (1705–10. April 1744) und der Elisabeth Gutbier, geb. Lanzenberger in Thüringen geboren. Der Vater starb kurz nach dem Umzug der Familie nach Langensalza. Friderika war zu diesem Zeitpunkt vier Jahre alt.
Während eines Aufenthalts in Torgau lernte Friderika 1761 den Mediziner Ernst Gottfried Baldinger kennen, der als preußischer Militärarzt am Siebenjährigen Krieg teilnahm. Die beiden heirateten 1764 in Ufhoven, am 27. November 1765 kam ihr erstes Kind Sophie Friederike Ernestine Baldinger zur Welt.
Im Jahr 1768 wurde Ernst Gottfried Baldinger ordentlicher Professor der Medizin an der Universität Jena, sodass die Familie nach Jena umzog. Die folgenden Jahre widmete sich Friderika Baldinger ihren Aufgaben als Hausfrau und Mutter. Ein Ruf als ordentlicher Professor der Medizin an die Universität Göttingen, den Ernst Gottfried Baldinger annahm, führte zu einem erneuten Umzug der Familie. Im folgenden Jahr verlor Friderika Baldinger zwei Söhne, ihr drittältester Sohn Johann Friedrich Karl Baldinger war bereits im Vorjahr verstorben.
Von 1778 bis 1782 verfasste Friderika Baldinger ihr Hauptwerk, Versuch über meine Verstandeserziehung, das von ihrem Ehemann und von Freunden angeregt wurde. Im Jahr 1782 erfolgte der Umzug der Familie nach Kassel, wo Ernst Gottfried Baldinger als Lehrer der Arzneikunst am Collegium Carolinum tätig wurde. Zudem trat er als Hofrat und Leibarzt in die Dienste des Landgrafen Friedrich II. von Hessen-Kassel. Im Folgejahr erschienen im Magazin für Frauenzimmer zwei Arbeiten Friderika Baldingers. Dem Brief Über das alte Schloß Plesse bei Göttingen. Ein Brief von Madame *** an H. K. in C. folgte der kurze Essay Ermahnungen einer Mutter, an ihre Tochter. Am Confirmationstage.
Das genaue Todesdatum Friderika Baldingers ist unbekannt. Sie starb 1786 in Kassel und wurde zwischen dem 11. und dem 16. Januar beerdigt.

## Versuch über meine Verstandeserziehung

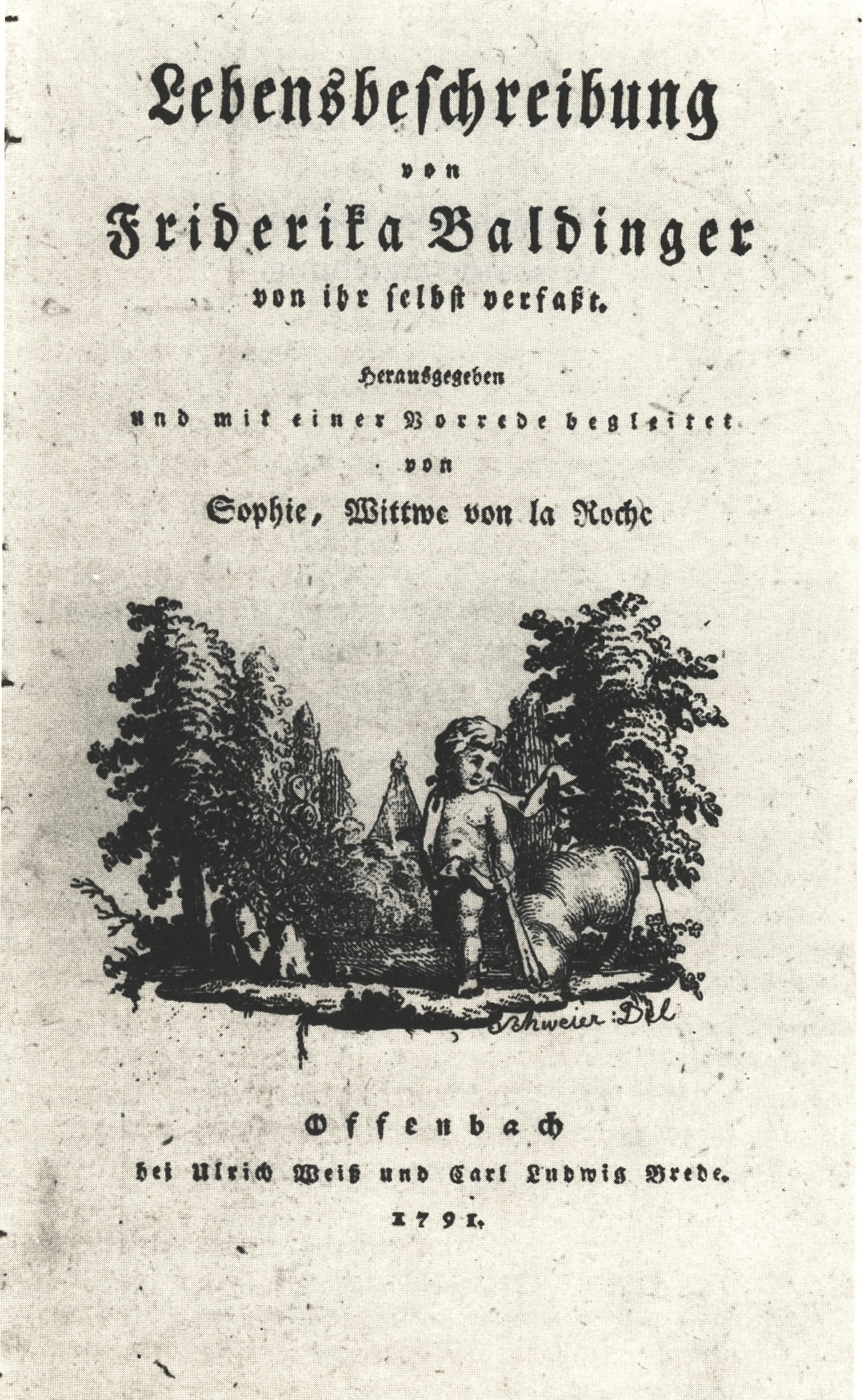
Vorderseite des Buches Lebensbeschreibung von Friderika Baldinger, 1791.

Friderika Baldinger verfasste ihr Hauptwerk Versuch über meine Verstandeserziehung zwischen 1778 und 1782. Obwohl Ernst Gottfried Baldinger einer Veröffentlichung des Werkes positiv gegenüberstand, lehnte Friderika Baldinger es ab, ihr Werk drucken zu lassen. Es erschien daher erstmals posthum 1791 unter dem Titel Lebensbeschreibung von Friderika Baldinger von ihr selbst verfaßt. Herausgeberin des Werkes wurde auf ausdrücklichen Wunsch Ernst Gottfried Baldingers die bekannte Schriftstellerin Sophie von La Roche, die als langjährige Freundin der Autorin auch das Vorwort verfasste.
Friderika Baldinger beschreibt in ihrem Werk den Weg ihrer geistigen Bildung. Ihr Vater, den sie als sehr weise in Erinnerung hat, starb zu zeitig, als dass er sie hätte unterrichten können. Ihre Erziehung wird so durch zwei gegensätzliche Personengruppen bestimmt. Ihre Mutter und ihr Onkel Johann Gabriel Lanzenberger stehen für eine Bildung, die das Mädchen auf ihre späteren Tätigkeiten als Hausfrau und Mutter festlegen wollen. Vor allem für ihre Mutter werden Frömmigkeit und Keuschheit als Haupttugenden der Frau angesehen. Friderika Baldinger soll daher außer der Bibel und dem Gesangbuch keine weiteren Bücher lesen. So vervollkommnet Friderika Baldinger, die nach eigener Aussage bereits mit drei Jahren lesen konnte, ihre Fertigkeiten im Lesen durch die Lektüre der Bibel.
Diesen zeittypischen Ansichten stellt Friderika Baldinger in ihrem Werk vier gelehrte Männer entgegen, die ihren Wunsch nach Bildung unterstützten. Eine erste Verstandesbildung erhält sie durch ihren Bruder Ernst Friedrich Gutbier, der in Wittenberg Theologie studierte, mit seiner Schwester einen Briefwechsel begann und sie später unterrichtete. Die Freundschaft mit dem Prediger Johann Wilhelm von Kranichfeld führte ebenso so einer intensiven Bildung wie die zu Georg Christoph Lichtenberg und Abraham Gotthelf Kästner. Lichtenberg lernte Friderika Baldinger in Göttingen kennen. In seinem Briefwechsel mit ihr entwickelte der Gelehrte, Satiriker und Aphoristiker 1777 die zwei Abhandlungen Über die Macht der Liebe und das Fragment von Schwänzen. Die Freundschaft zu Abraham Gotthelf Kästner entwickelte sich ebenfalls in den Jahren, in denen Friderika Baldinger in Göttingen lebte, überdauerte diese Zeit jedoch und fand erst mit ihrem Tod 1786 ein Ende.